# 勝幡町
勝幡町（しょばたちょう）は、愛知県愛西市の地名。字が39ある。

## 地理
旧佐織町北東部に位置する。東はあま市・津島市、西は稲沢市平和町、北は稲沢市に接する。

### 河川
- 目比川[5]
- 三宅川[5]

### 字一覧
（五十音順・読みはyahoo!地図による）
- 後田（あとだ）
- 石塚（いしづか）
- 駅東（えきひがし）
- 大縄場（おおなわば）
- 大御堂（おおみどう）
- 大矢（おおや）
- 鎌出（かまで）
- 鎌出新田（かまでしんでん）
- 神様田（かみさまだ）
- 河畔（かわぐろ）
- 小玉出（こだまで）
- 五反分（ごたんぶ）
- 五俵入（ごひょういり）
- 駒捨場（こますてば）
- 佐折腰（さおりごし）
- 栄（さかえ）
- 塩畑（しおはた）
- 下市場（しもいちば）
- 新町（しんまち）
- 墨田（すみだ）
- 竹丸（たけまる）
- 竪切（たてぎり）
- 竪切町（たてぎりまち）
- 堤内（ていない）
- 出崎（でさき）
- 長筬（ながおさ）
- 流（ながれ）
- 萩原（はぎわら）
- 蓮池（はすいけ）
- 八反田（はったんだ）
- 林（はやし）
- 東町（ひがしまち）
- 弁才天（べんざいてん）
- 堀田（ほった）
- 溝合（みぞあい）
- 緑町（みどりまち）
- 姪ケ池（めいがいけ）
- 元池（もといけ）
- 矢田（やだ）

## 歴史

### 町名の由来
かつては塩畑という地名であったが、信定または織田信秀が「勝ち旗」の意で「勝幡」と改名したといわれる。

### 沿革
- 江戸時代 - 尾張国海東郡の尾張藩領清洲代官所支配の勝幡村として所在[7]。
- 1889年（明治22年） - 合併に伴い、勝幡村大字勝幡となる。同村役場が大字勝幡に置かれる[7]。
- 1906年（明治39年） - 合併に伴い、佐織村大字勝幡となる[7]。
- 1939年（昭和14年） - 町制施行に伴い、佐織町大字勝幡となる[7]。
- 2005年（平成17年）4月1日 - 合併に伴い、愛西市勝幡町となる。

## 世帯数と人口
2019年（令和元年）5月1日現在の世帯数と人口は以下の通りである。
| 町丁   | 世帯数    | 人口    |
| ------ | --------- | ------- |
| 勝幡町 | 1,574世帯 | 3,958人 |

### 人口の変遷
国勢調査による人口の推移
| 2005年（平成17年） | 4,216人 | [ 8 ] |  |
| 2010年（平成22年） | 4,118人 | [ 1 ] |  |
| 2015年（平成27年） | 3,890人 | [ 9 ] |  |

## 小・中学校の学区
市立小・中学校に通う場合、学区は以下の通りとなる。
| 番・番地等 | 小学校             | 中学校             |
| ---------- | ------------------ | ------------------ |
| 全域       | 愛西市立勝幡小学校 | 愛西市立佐織中学校 |

## 交通

### 鉄道
- 名古屋鉄道
TB 津島線 勝幡駅[5]

### バス
- 愛西市巡回バス（2020年4月1日現在）[11]

|     | 停留所名                               | ルート |
| --- | -------------------------------------- | ------ |
| 102 | 勝幡駅                                 | 佐織北 |
| 103 | 大垣共立銀行佐織支店                   | 佐織北 |
| 104 | ヨシヅヤ愛西勝幡店（勝幡コミュニティ） | 佐織北 |
| 105 | 河畔                                   | 佐織北 |
| 106 | 東町                                   | 佐織北 |
| 107 | 東八幡団地                             | 佐織北 |
| 108 | 新町                                   | 佐織北 |
| 110 | 栄町ちびっこ広場（MEGAドンキ）         | 佐織北 |

## 施設
- 愛西市立勝幡小学校[5]
- 勝幡郵便局[5]
- 勝幡神社[5]
- 真宗大谷派西蓮寺[5]
- 福応寺[5]

## 史跡

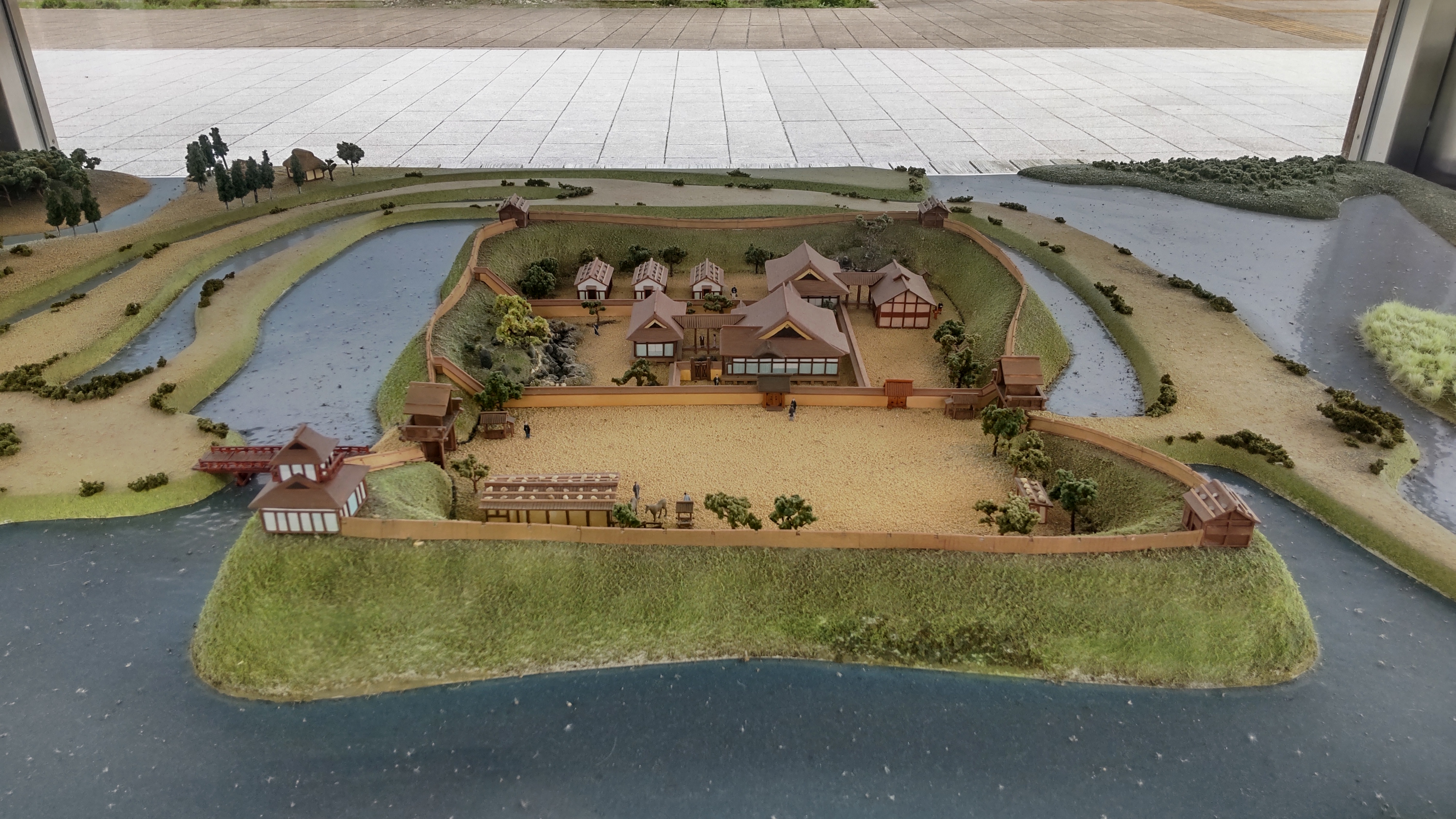
勝幡駅前に設置された勝幡城の推定復元模型

- 勝幡城

## 人物
- 織田信長 - 勝幡城で出生したとの説がある。

## その他

### 日本郵便
- 郵便番号 : 496-8001[3]（集配局：津島郵便局[12]）。